# منتخب اليونان للكورفبال
منتخب اليونان للكورفبال هو ممثل اليونان الرسمي في المنافسات الدولية في كرة السلة الهولندية .